# Curmal chinezesc
Curmalul chinezesc sau măslinul dobrogean, în Moldova numit și zizifus, cunoscut cu numele științific de Ziziphus jujuba este o specie din genul Ziziphus din familia ramnaceelor. Este adesea confundat cu specia înrudită Z. mauritiana. Curmalul chinezesc poate crește într-o gamă variată de climate, de la temperat la tropical, în timp ce Z. mauritiana se limitează la climatele subtropicale și tropicale mai calde.

## Descriere
Este un copac sau un arbust mic cu frunza căzătoare⁠(d), care atinge o înălțime de 5-12 m, de obicei cu ramuri spinoase. Frunzele sunt verzi-lucitoare, ovat-ascuțite de 2-7 cm lungime și 1-3 cm lățime, cu trei vene vizibile la bază și o margine dințată fin. Florile sunt mici de 5 mm lățime, cu cinci petale de culoare verde-gălbui. Fructul este o drupă ovală comestibilă de 1,5-3 cm; când nu este copt, este verde și neted, cu consistența și gustul unui măr cu aciditate mai scăzută, când este copt, este maro până la negru-violet și, în cele din urmă, încrețit, arătând ca o curmală mică. Are un singur sâmbure dur, asemănător cu un sâmbure de măslină, care conține două semințe.

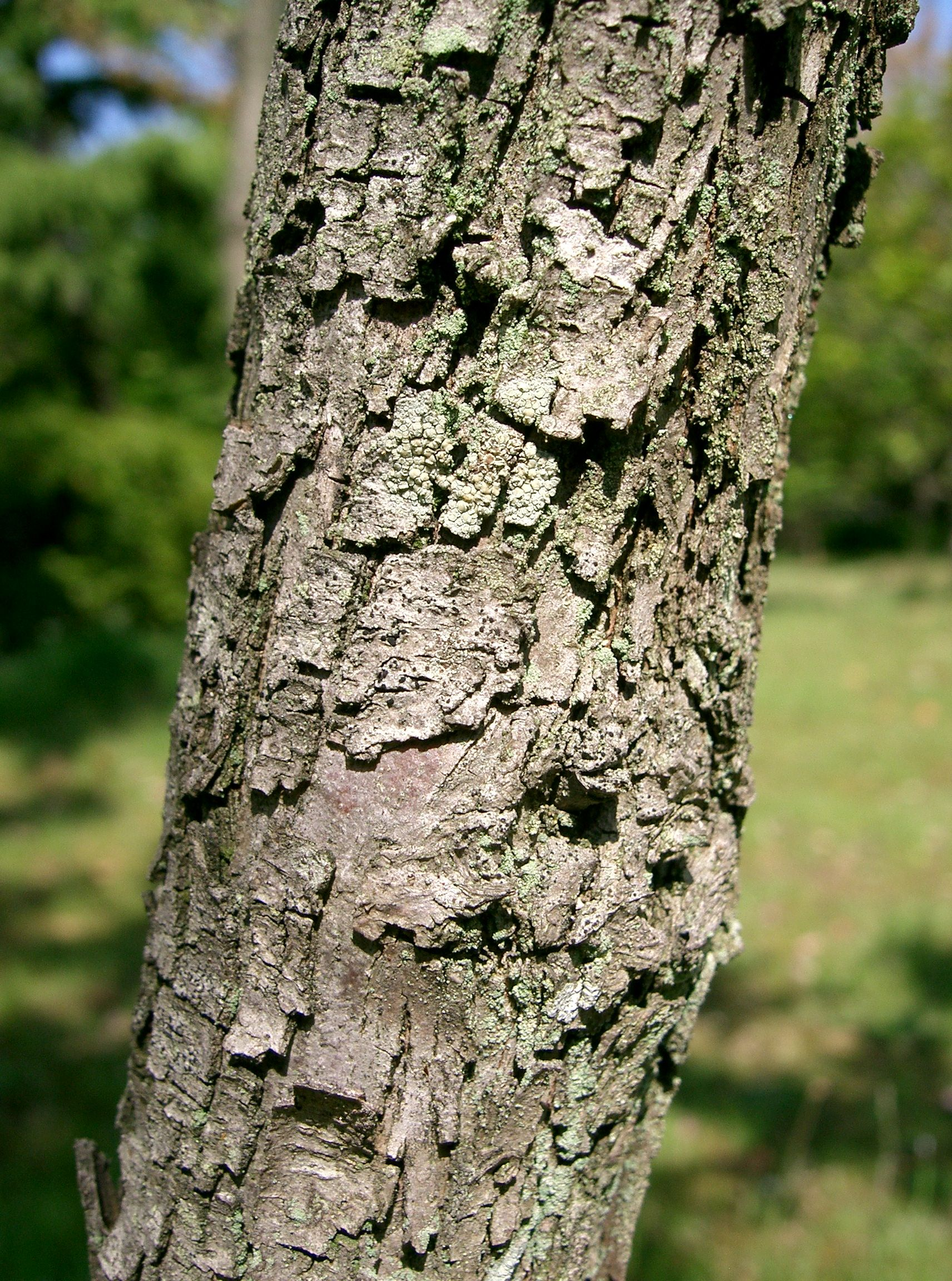
Scoarță
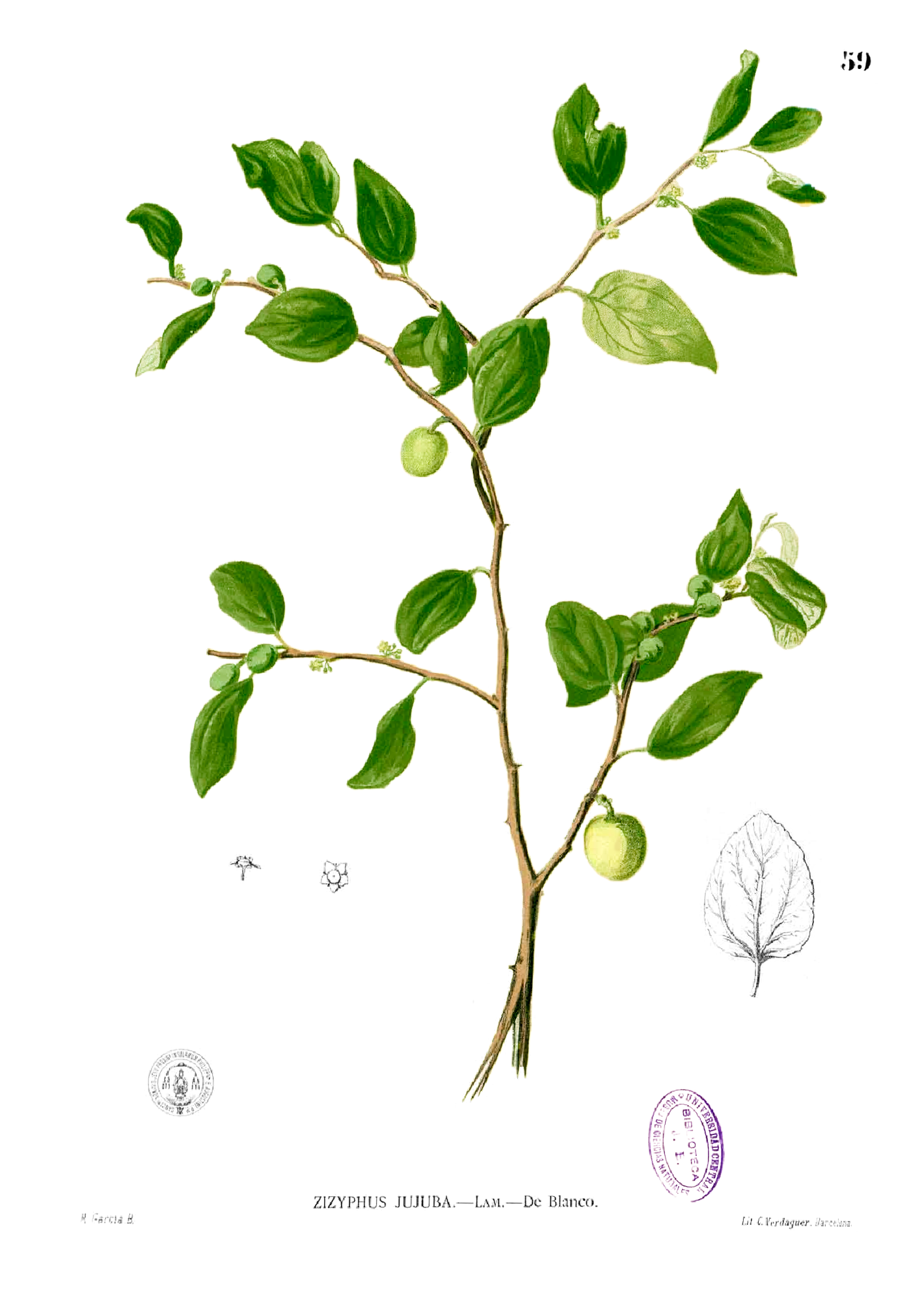
Din cartea Flora de Filipinas
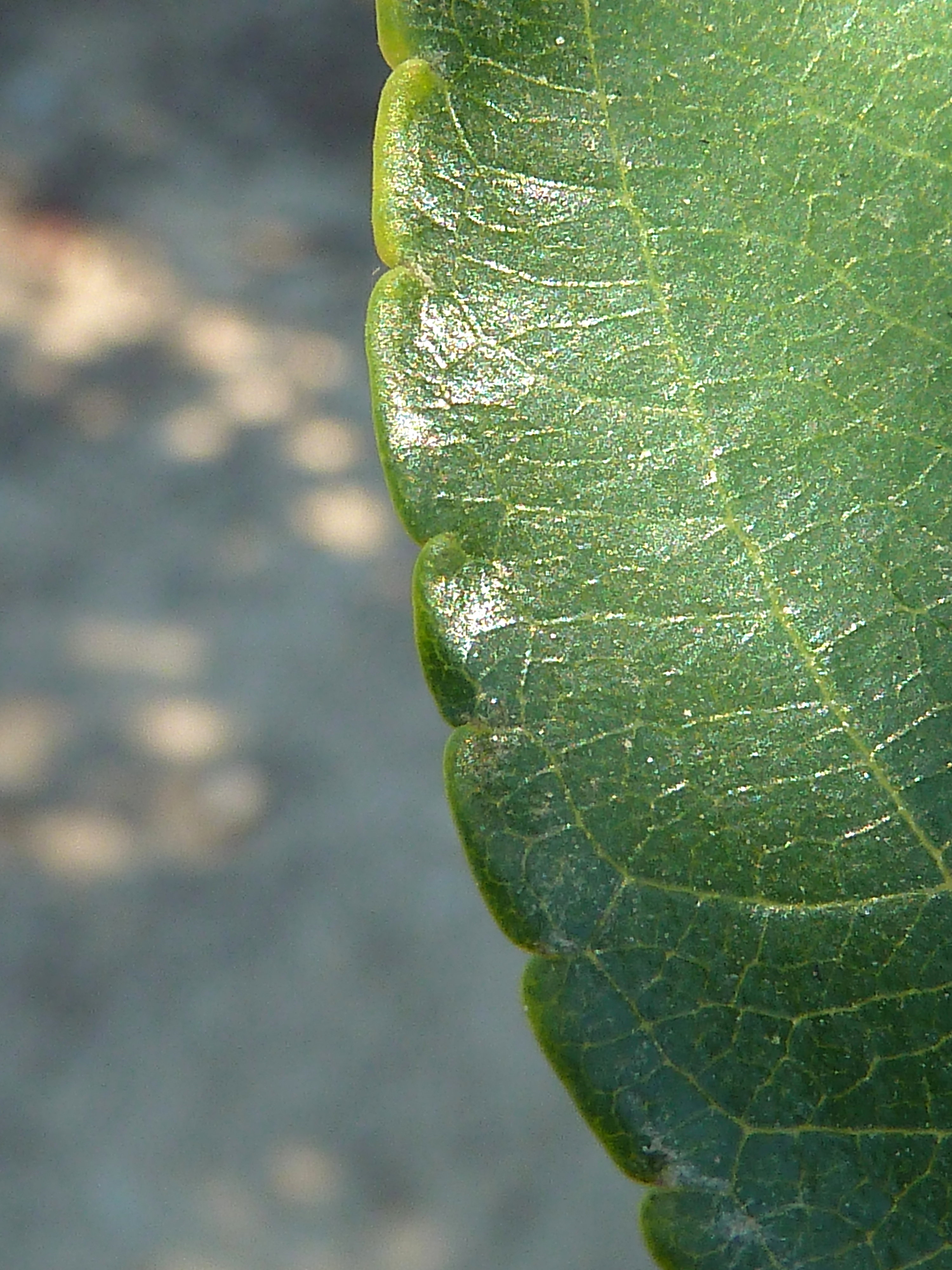
Marginea frunzei
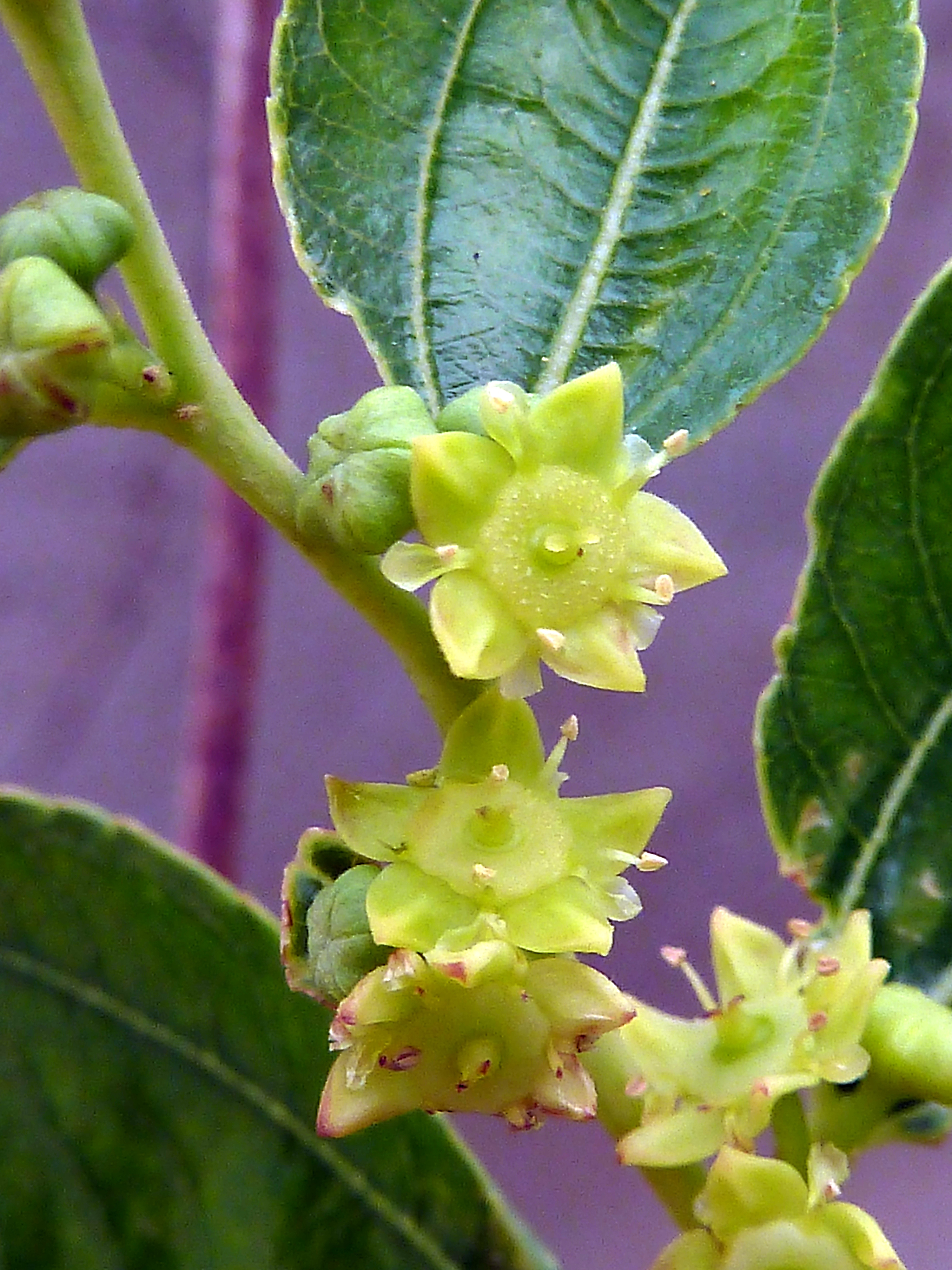
Flori
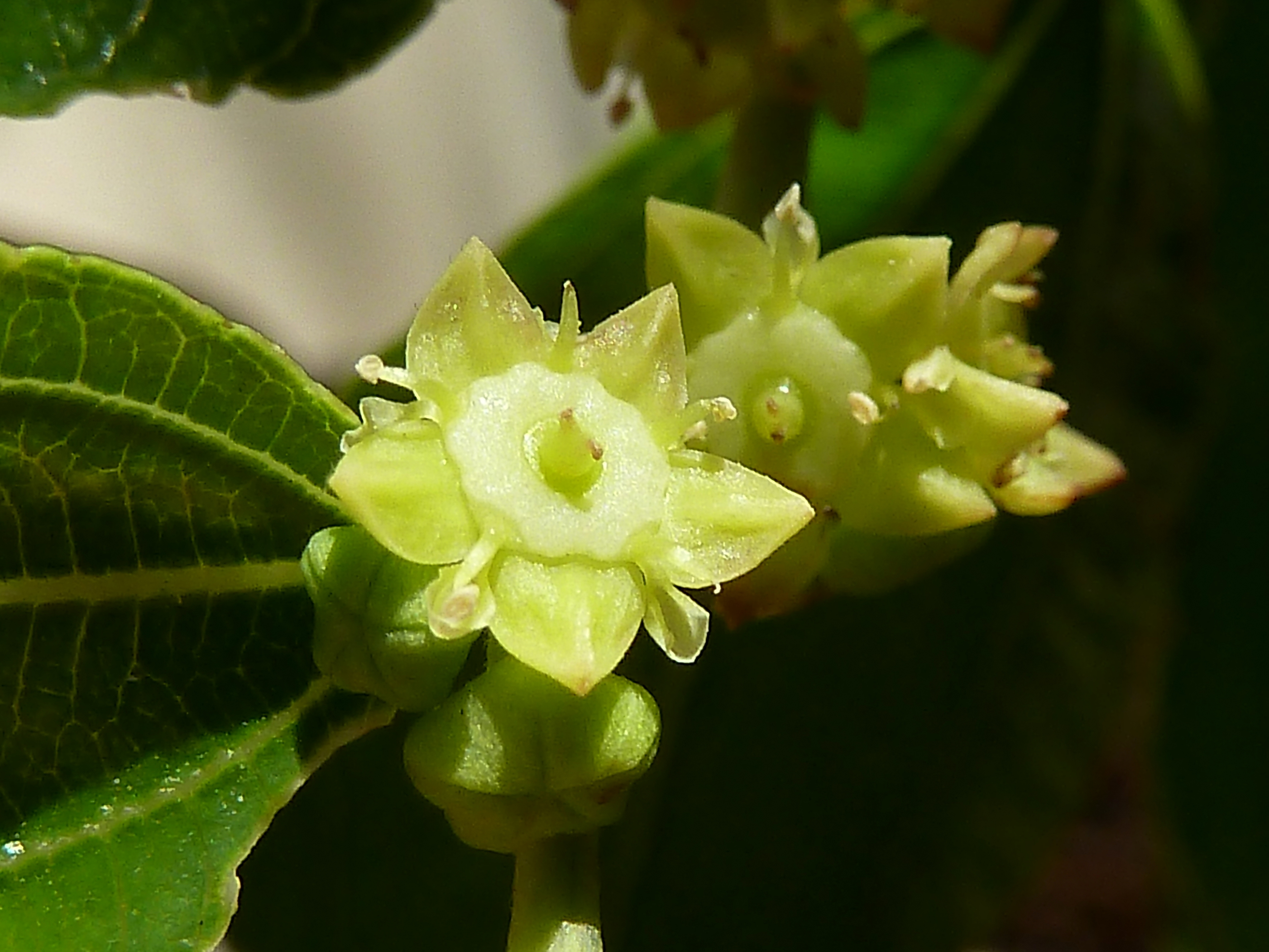
Florile din apropiere
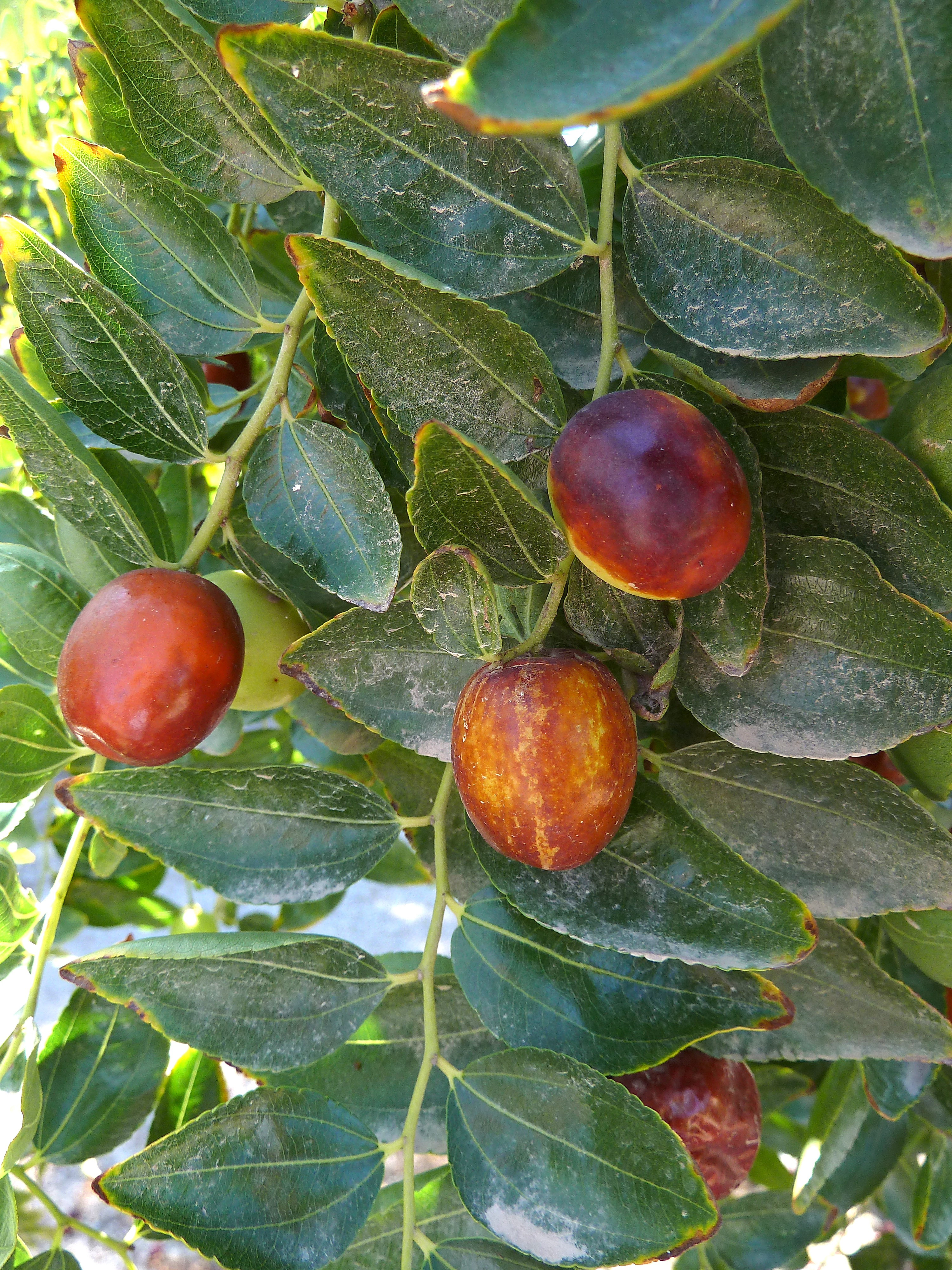
Fructe
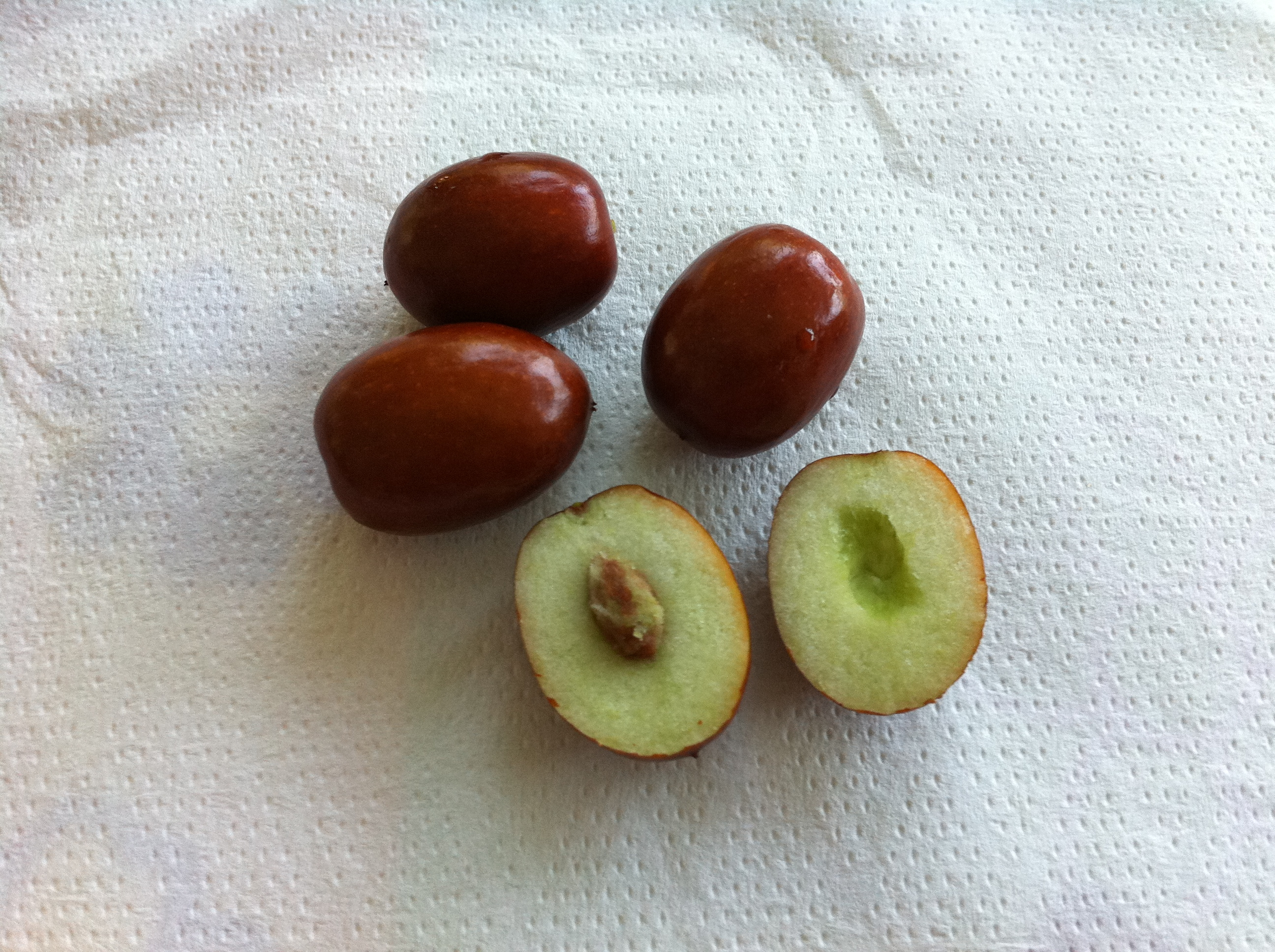
Fructe (secțiune)
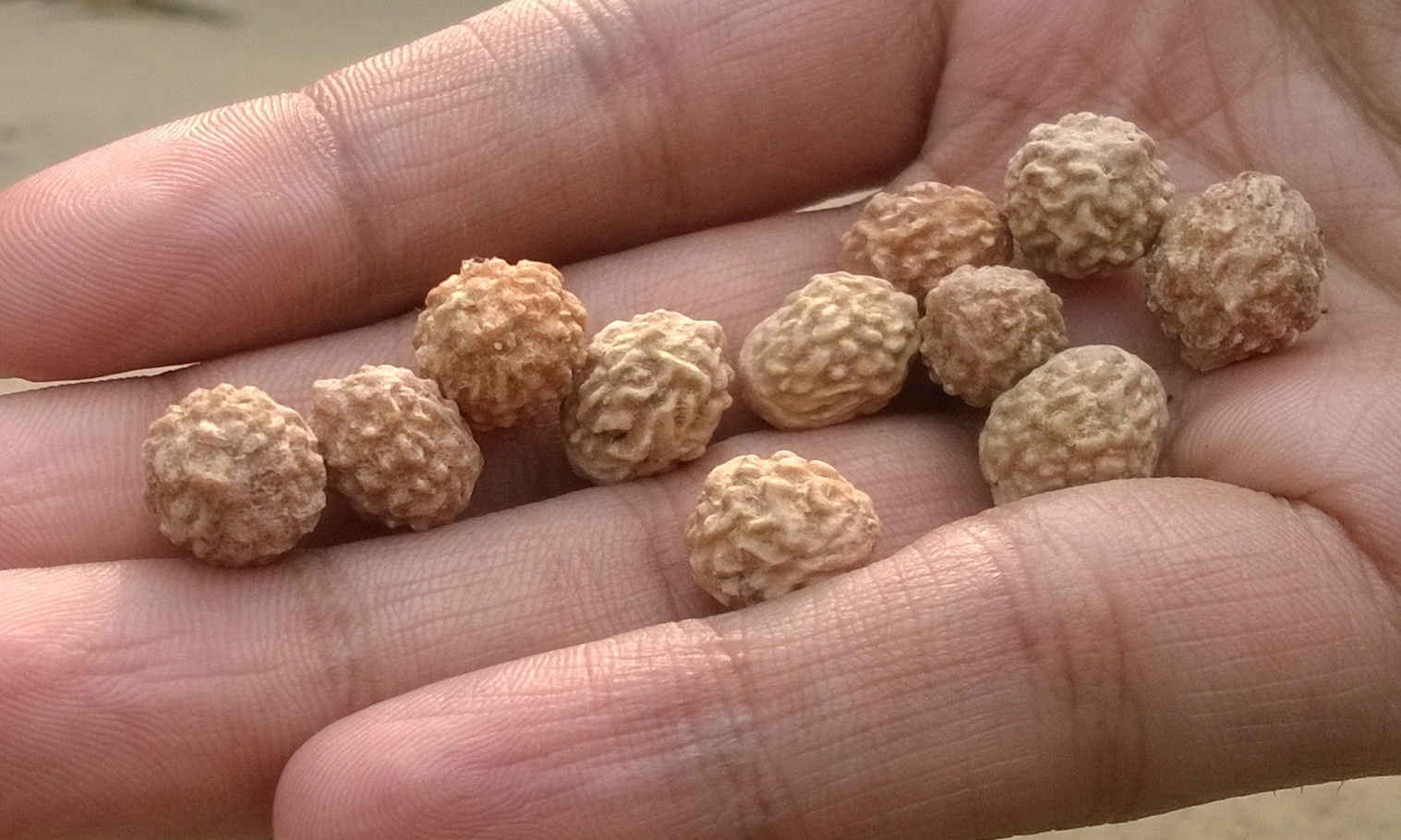
Semințe

### Chimie
Frunzele conțin saponină și zizifină, care suprimă capacitatea de a percepe gustul dulce.
Flavinoidele din fructe includ Kaempferol 3-O-rutinozid, Quercetine 3-O-robinobioside, Quercetine 3-O-rutinoside. În fructe au fost descoperite terpenoizi precum acidul colubrinic și acidul alfitolic.

## Areal și habitat
Arealul său natural exact este incert din cauza cultivării extensive. Cu toate acestea, se crede că originea sa este în sud-vestul Asiei, între Liban, nordul Indiei și sudul și centrul Chinei și, posibil, și în sud-estul Europei, deși, cel mai probabil, este introdus acolo. Crește în sălbatic dar este și un arbust de grădină, crescut pentru fructele sale.
Arborele tolerează o gamă largă de temperaturi și precipitații, deși necesită veri fierbinți și suficientă apă pentru fructificare acceptabilă. Spre deosebire de majoritatea celorlalte specii din genul său, tolerează ierni destul de reci, supraviețuind temperaturilor de până la aproximativ -15°C, iar copacul este, de exemplu, cultivat în mod obișnuit în Beijing. Această toleranță largă permite curmalului chinezesc să crească în habitate de munte sau deșert, cu condiția să existe acces la apa freatică pe tot parcursul verii. Curmalul chinezesc (Z. jujuba) crește în regiunile mai reci din Asia. Alte cinci sau mai multe specii de Ziziphus sunt răspândite pe scară largă în climatele mai blânde și în deșerturile fierbinți din Asia și Africa.
Această plantă a fost introdusă în Madagascar și crește ca specie invazivă în partea de vest a insulei, amenințând zonele protejate. Este cultivat în părți din sudul Californiei.

## Ecologie

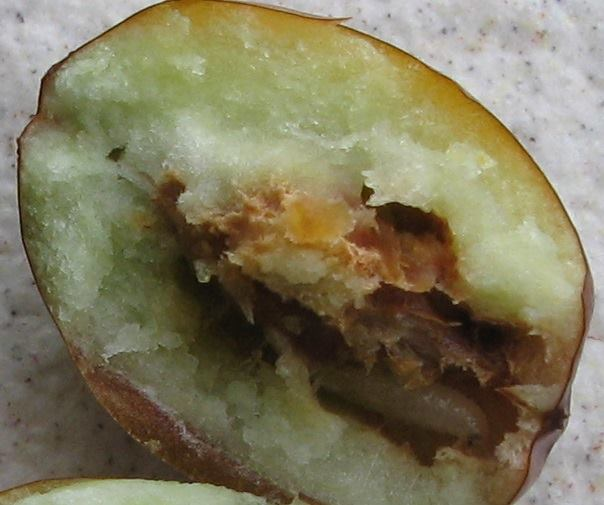
O curmală atacată de o larvă de insectă

Phytoplasmele și basidiomycetele, răspândite în China și Coreea, sunt principalele boli care afectează curmalul chinezesc, deși plantațiile din America de Nord nu sunt în prezent afectate de niciun dăunător sau boală. În Europa, în ultimii câțiva ani, aproximativ 80%-90% din recolta de fructe a fost consumată de larvele de insecte (vezi imaginea), inclusiv cele ale Thaumatotibia (Cryptophlebia) leucotreta.
În Madagascar, este consumat pe scară largă de zebu, iar semințele sale încolțesc ușor în fecalele de zebu.

## Cultivare
Curmalul chinezesc a fost domesticit în Asia de Sud până în anul 9000 î.Hr. Au fost selecționate peste 400 de soiuri.
Fructul, când planta este crescută ca arbust de grădină, se culege toamna.

### Soiuri
- Chico (numit și GI 7-62) selecționat de Departamentul Agriculturii al Statelor Unite (USDA) în anii 1950[13]
- Li, soi comercial major în SUA [13]
- Shanxi li, cu fructe foarte mari[13]
- Lang, soi comercial major în SUA[13]
- Sherwood[13]
- Silverhill (cunoscut și ca Yu și Tigertooth) poate fi cultivat în zone cu umiditate ridicată[13]
- Deci[13]
- Shui Men[13]
- GA 866[13]
- Honez jar, fructe mici suculente[13]
- Sugar cane[13]
- Winter delight, soi comercial major în China[13]

## Utilizări

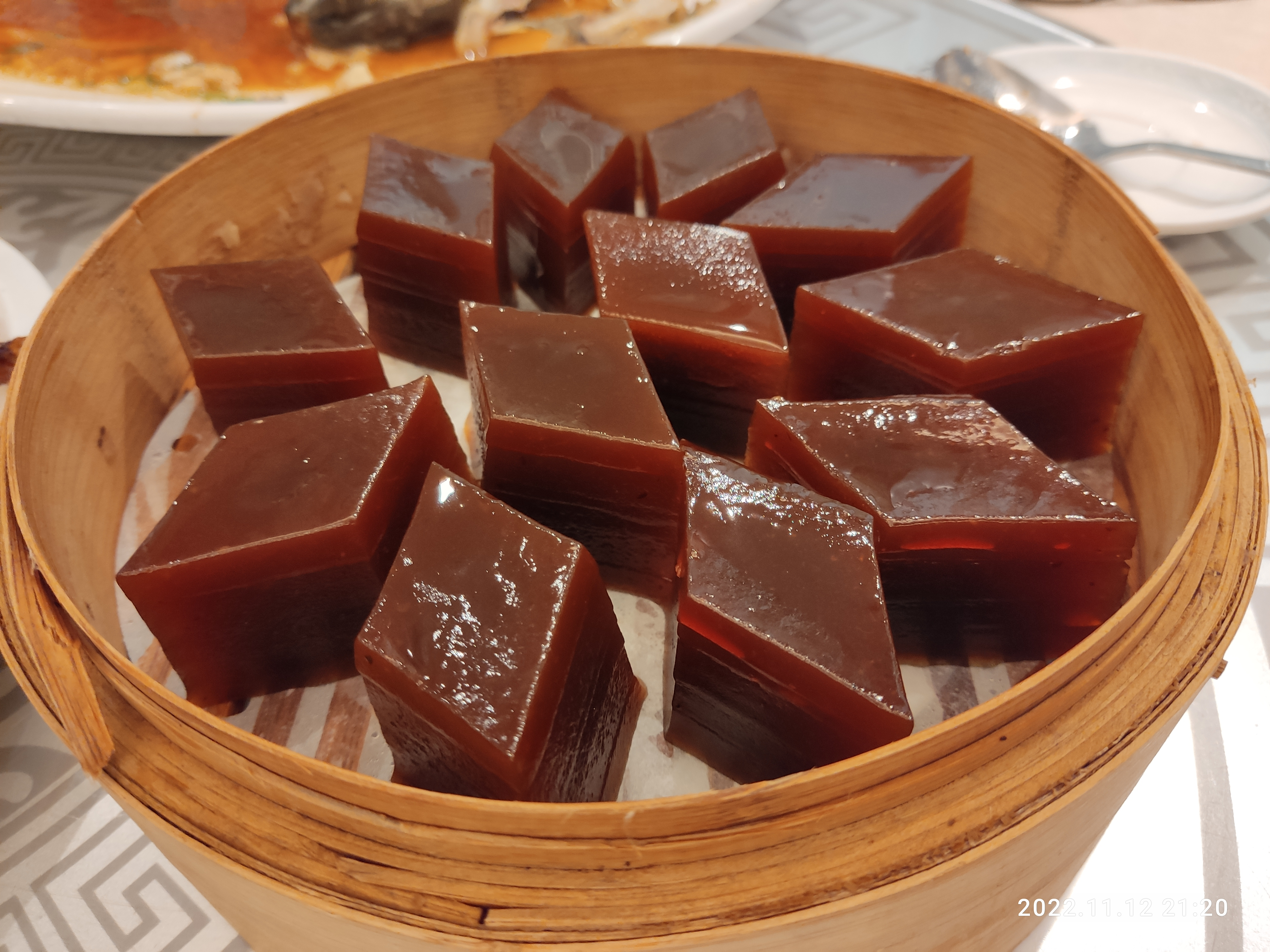
Prăjituri de curmale chinezești aburite într-un zhenglong

Fructele proaspete, precum și cele uscate, sunt adesea consumate ca o gustare sau cu cafea. Curmalele afumate sunt consumate în Vietnam și sunt denumite curmale negre. O băutură poate fi făcută prin zdrobirea pulpei în apă. Atât China, cât și Coreea produc un sirop de ceai îndulcit care conține curmale în borcane de sticlă, precum și ceai de curmale conservat sau ceai de curmale sub formă de pliculețe de ceai. Într-o măsură mai mică, curmalele sunt transformate în suc și oțet de curmale (numit枣醋sau红枣醋în chineză). Sunt folosite pentru a face murături (কুলের আচার) în Bengalul de Vest și Bangladesh. În Assam este cunoscut cu numele de „bogori”, iar murăturile, bogori aachar (বগৰি আচাৰ), sunt faimoase. În China, vinul de curmale se numește hong zao jiu (红枣酒).